# Alexeter mixticolor
Alexeter mixticolor är en stekelart som först beskrevs av Heinrich 1953.  Alexeter mixticolor ingår i släktet Alexeter och familjen brokparasitsteklar. Inga underarter finns listade i Catalogue of Life.